# Alojzij Cvikl
Alojzij Cvikl, slovenski jezuit in nadškof, * 19. junij 1955, Celje.

## Življenjepis
Alojzij Cvikl izhaja iz Vizor pri Novi Cerkvi, iz preproste kmečko-delavske družine. Prve štiri razrede osnovne šole je obiskoval v Novi Cerkvi, preostale pa v Dobrni. Ko je bil v tretjem razredu, je postal tudi ministrant v domači župniji. Ko je bil star 10 let, se je prvič srečal z  jezuiti, ko je v župnijo v okviru misijona prišel Ludvik Jeza. V srednjo šolo je hodil na II. gimnazijo Maribor, kjer je maturiral leta 1974. V tem času je bival v jezuitskem malem semenišču. Jeseni 1974 je stopil v noviciat. Leta 1976 pa je v Novem mestu služil vojaški rok. Leta 1977 se je vpisal na Teološko fakulteto v Ljubljani, jeseni 1979 pa je v Turinu opravljal jezuitsko prakso, pri čemer je deloval kot vzgojitelj in veroučitelj na zasebni jezuitski gimnaziji. Leta 1980 se je vpisal na rimsko papeško univerzo Gregoriana.
Diakonsko posvečenje je prejel 28. marca 1983 v Rimu, duhovniško pa mu je podelil mariborski pomožni škof Jožef Smej 3. julija istega leta v domači župniji v Novi Cerkvi.

## Služba
Prvo duhovniško službo je opravljal kot kaplan v Župniji Ljubljana - Dravlje, kjer se je še posebej posvečal delu z mladimi in zakonci. Leta 1988 se je vpisal na podiplomski študij na mednarodno Fakulteto Lumen Vitae v Bruslju, kjer je leta 1990 magistriral z nalogo Vzgoja odraslih v župniji, ki jo je napisal v francoščini. Jeseni istega leta je bil imenovan za župnika v Dravljah. Spomladi 1993 je odšel v Padovo, kjer je dokončal jezuitsko formacijo, 15. avgusta pa v Dravljah naredil slovesne zaobljube.
Nadškof Alojzij Šuštar ga je zatem imenoval za prvega ravnatelja Jegličevega dijaškega doma v Zavodu sv. Stanislava. Tam je bil prvi profesor verouka na Škofijski klasični gimnaziji in eno leto tudi pomočnik ravnatelja. Verouk je poučeval osem let.
Spomladi 1995 je bil imenovan za provinciala slovenske jezuitske province. To službo je opravljal do leta 2001. V njegovem mandatu je bila slovenskim jezuitom vrnjena cerkev sv. Jožefa v Ljubljani, ki je bila po obnovi posvečena 5. novembra 2000. Prizadeval si je tudi za dokončanje in posvetitev cerkve sv. Janeza Krstnika v Kočevski Reki. Medtem je januarja 1996 postal predsednik Zveze višjih redovnih predstojnikov in predstojnic, ki se je leta 1999 preimenovala v Konferenco redovnih ustanov Slovenije (KORUS). V teh letih je bil tudi član različnih komisij in sodelavec pri sinodah.
Leta 2001 je postal rektor papeškega kolegija Russicum v Rimu, ki ga je temeljito prenovil in vanj nastanil skupnost sester. Marca 2009 je izdaj knjigo Il Padre. Servire nel nascondimento – Maksimilijan Žitnik SJ, v kateri je predstavil svojega sobrata, s katerim je delil zadnja leta življenja v kolegiju. Po končani službi v Rimu je načrtoval tako imenovano sobotno leto na Malti, vendar je načrt spremenil, saj je novembra 2010 postal začasni ekonom Nadškofije Maribor, ki se je tedaj soočala s hudo finančno krizo. Hkrati je kot pastoralno delo izvrševal službo duhovnega pomočnika v Vitanju. V Mariboru se je trudil z upniki nadškofije skleniti sporazum, do česar je 3. marca 2015 tudi prišlo.

## Mariborski nadškof
Kmalu po sporazumu je 14. marca prejel imenovanje za mariborskega nadškofa in metropolita. Za škofovsko geslo si je izbral besede iz Drugega pisma Korinčanom (2 Kor 6,4): Iz teme bo zasvetila luč, saj so na nadškofiji, kot je dejal, štiri leta iskali luč na koncu predora, pa tudi zaradi Slomškove misli Vera bodi vam luč ter prepričanja, da Slovenija potrebuje več luči. Za škofovsko ime si je izbral ime Alojzij, ki ga je prejel že ob krstu, čeprav ima uradno ime Alojz, kličejo pa ga večinoma Lojze. Škofovsko posvečenje je prejel 26. aprila 2015 v stolnici sv. Janeza Krstnika v Mariboru. Glavni posvečevalec je bil apostolski nuncij Juliusz Janusz, soposvečevalca pa dotedanji apostolski administrator nadškofije Stanislav Lipovšek in upokojeni pomožni škof Jožef Smej. Leta 2017 so v Kopru izvolili nadškofa Cvikla za podpredsednika SŠK (do 2022).